# Walter Jorge Pinto
Walter Jorge Pinto (ur. 12 lutego 1963 w Ubá) – brazylijski duchowny katolicki, biskup União da Vitória od 2019.

## Życiorys
1 czerwca 2002 otrzymał święcenia kapłańskie i został inkardynowany do archidiecezji Mariana. Był m.in. audytorem i obrońcą węzła małżeńskiego w sądzie biskupim, wikariuszem biskupim, a także asesorem przy duszpasterstwie rodzin.
9 stycznia 2019 papież Franciszek mianował go biskupem diecezji União da Vitória. Sakry udzielił mu 30 marca 2019 metropolita Mariany – arcybiskup Airton José dos Santos.